# Рио Гранди до Норти
Рио Гранде до Норте (на португалски: Rio Grande do Norte, на португалски се изговаря по-близко до Риу Гранди ду Норти) е един от 26-те щата на Бразилия. Разположен е в североизточната част на страната. Столицата му е град Натал. Рио Гранде до Норте е с население от 3 006 273 жители (прибл. оц. 2006 г.) и обща площ от 52 796,79 км².